# Castelserás
Castelserás is een gemeente in de Spaanse provincie Teruel in de regio Aragón met een oppervlakte van 31,52 km². Castelserás telt 827 inwoners (1 januari 2016).